# Théodore Géricault

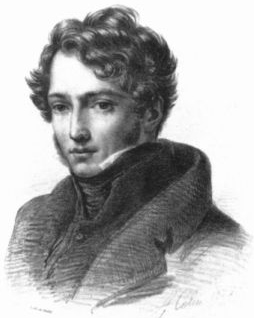
Théodore Géricault, Porträt von Alexandre Marie Colin (1816)

Jean-Louis André Théodore Géricault (* 26. September 1791 in Rouen, Frankreich; † 26. Januar 1824 in Paris) war ein französischer Maler, Bildhauer, Zeichner und Lithograf. Er gilt als einer der wichtigsten Vertreter der Romantik in der französischen Malerei.

## Leben und Wirken

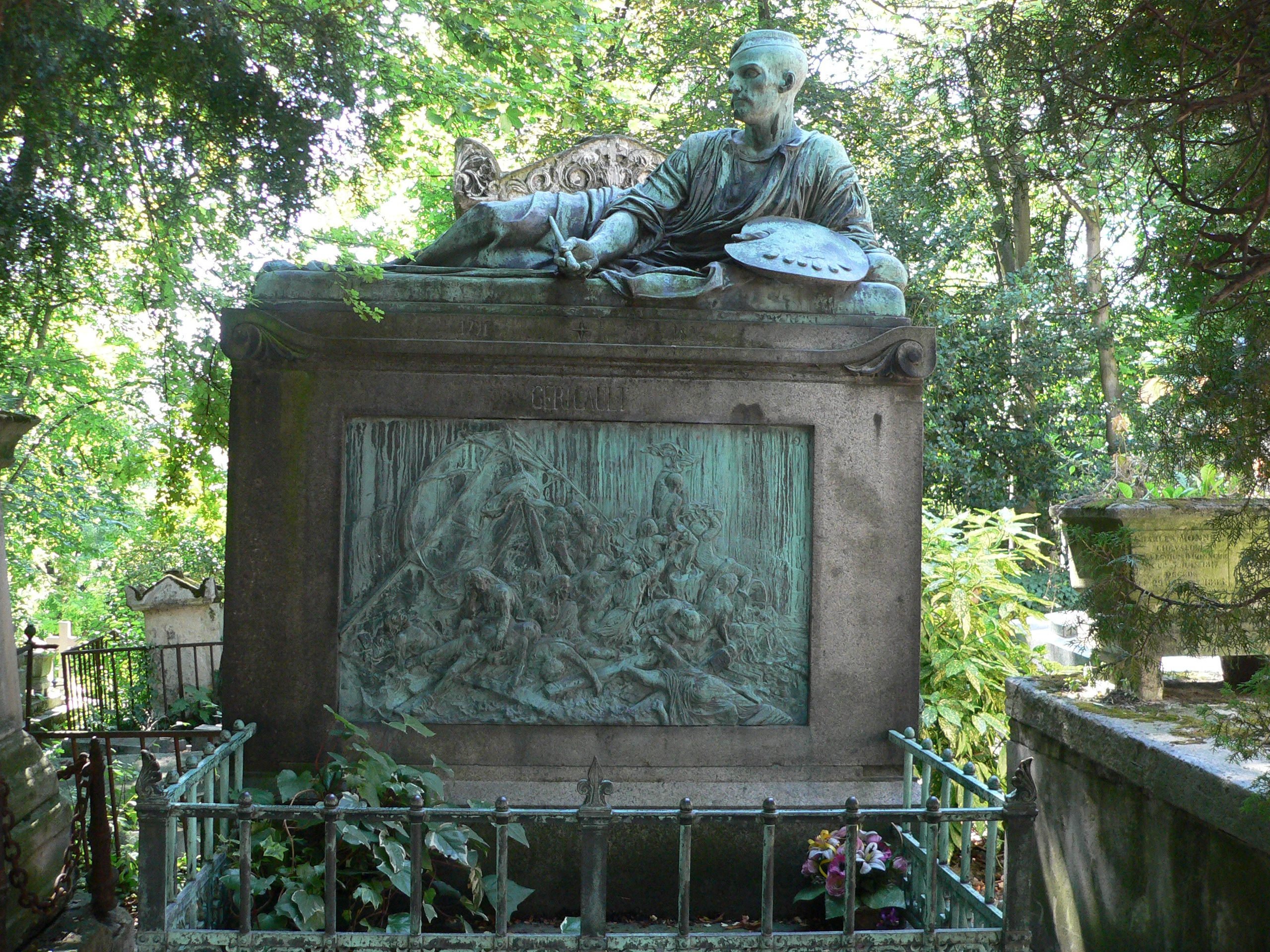
Géricaults Grab auf dem Friedhof Père-Lachaise

Théodore wurde als Sohn des Rechtsanwalts und Tabak-Fabrikanten Georges-Nicolas Géricault (1743–1826) und seiner Frau Louise-Jeanne-Marie Caruel (1753–1808) in Rouen geboren. Um 1796 siedelte die Familie nach Paris über.
Wesentliche Motive seiner Bilder sind Pferde, Reitszenen, Landschaftsbilder und Porträts einfacher Leute. Berühmt wurde Géricault durch das 1819 auf dem Pariser Salon unter dem unverfänglichen Titel Szene eines Schiffbruchs angebotene und dort ausgestellte Bild Le Radeau de la Méduse (Das Floß der Medusa). Dieses rief die Erinnerung an einen skandalösen Vorfall aus dem Jahr 1816 wach, bei dem 137 Seeleute ums Leben kamen und der dazu führte, dass der für die Marine zuständige Minister sowie 200 Marineoffiziere auf der Stelle entlassen wurden. Das Bild deutet auch einen Übergang zum Realismus des Künstlers an, denn er hat für das Gemälde zahlreiche Studien zu Kranken, Verletzten und Leichnamen in Pariser Krankenhäusern angefertigt. Insofern ist seine Malweise zwar noch romantisch, die Körperlichkeit der Dargestellten bereits von realistischer Genauigkeit.
Der an den Folgen eines Reitunfalls jung verstorbene Géricault ist in Paris auf dem Friedhof Père-Lachaise beigesetzt. Die auf seinem Grab angebrachte Kupferplatte zeigt das Bild Das Floß der Medusa (kleinformatig) als Relief. Auf dem Grabsockel befindet sich eine Plastik, die Géricault (liegend) mit Farbpalette und Pinsel zeigt.

## Belletristische Rezeption
Géricault wird im Roman Die Karwoche von Louis Aragon als Musketier Ludwig XVIII. dargestellt, der ihn 1814 bei seiner Flucht aus Berlin begleitet. Géricaults Bild Das Floß der Medusa findet eine ausführliche Besprechung im Roman Die Ästhetik des Widerstands von Peter Weiss sowie als Handlungsmotiv im Fernsehfilm Ein dunkles Werk der Serie Art of Crime.

## Ausstellung
- 2013: Géricault. Bilder auf Leben und Tod, Schirn Kunsthalle, Frankfurt am Main. Katalog.
- 2024: Les chevaux de Géricault[1], Musée de la Vie romantique, Paris